# Lotto
Лотто (англ. Lotto) — італійська компанія з виробництва спортивних товарів.

## Історія компанії

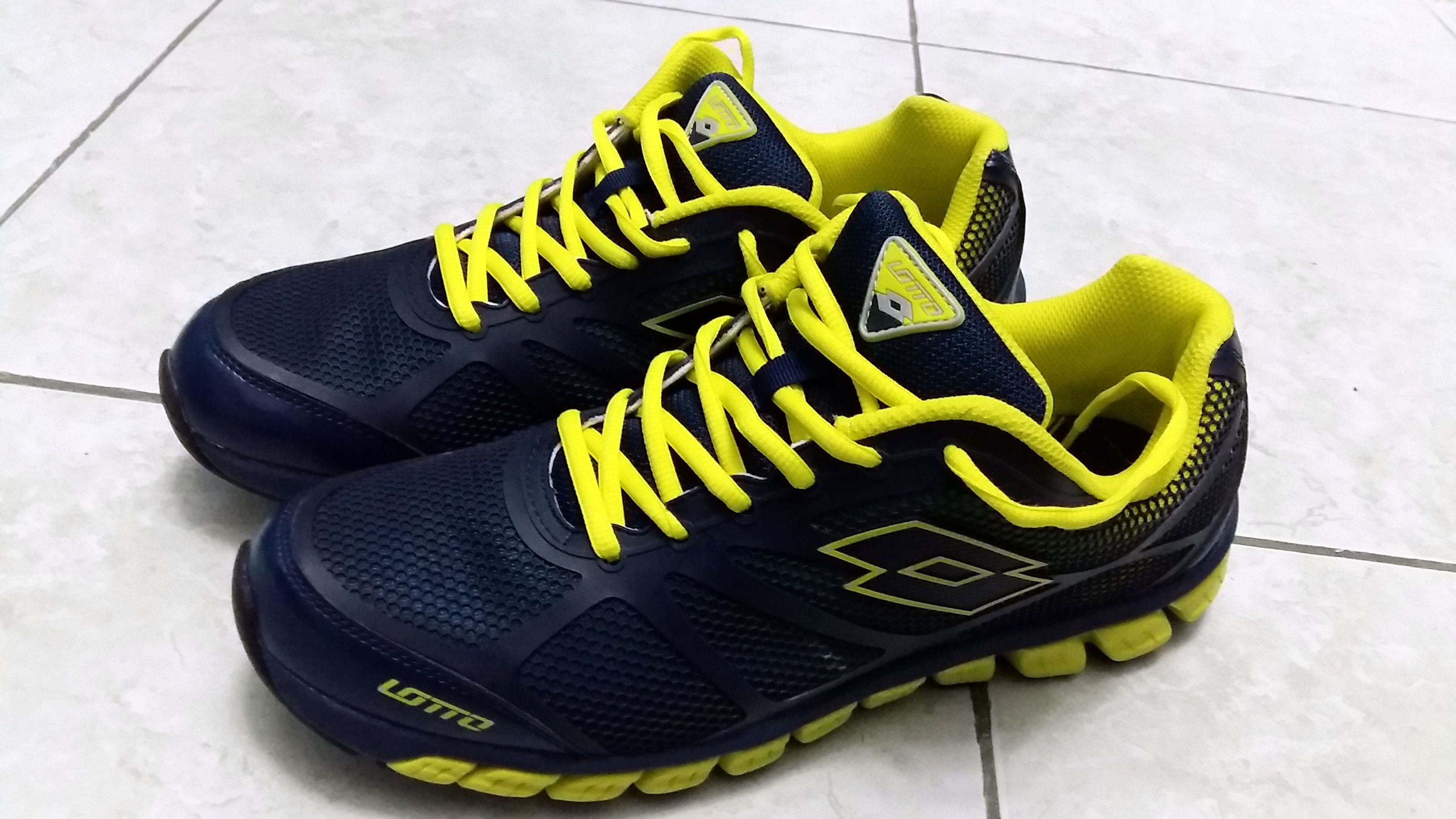
Кросівки Лотто

Компанія заснована в 1973 році братами Каберлотто (які пізніше стали власниками футбольного клубу Тревізо) як виробник тенісного взуття. Пізніше компанія стала виробляти екіпіровку для інших видів спорту (баскетболу, волейболу, футболу, легкої атлетики тощо). У 80-х роках основна ставка стала робитися на футбол: були укладені договори з такими футболістами, як Рууд Гулліт і Діно Дзофф. Водночас починається активне просування бренду за межами Італії (донині компанія поширювала свою продукцію переважно серед італійських покупців). У квітні 1999 року, а після смерті засновників Каберлотто, компанію викупляє група підприємців на чолі з нинішнім власником підприємцем Андреа Томатом. Компанія міняє назву Caberlotto на Lotto Sport Italia SPA. У даний час продукція компанії продається більш ніж у 80 країнах світу. У 2007 році Lotto Sport Italia SPA купила американську компанію Etonic, яка виробляє екіпірування для гольфу й боулінгу.

## Діяльність
Компанія Lotto реалізовує свою продукцію більше ніж в 80 країнах світу. Lotto є спонсором багатьох спортсменів, футбольних команд і клубів. Компанія має контракти з такими спортсменами, як Лука Тоні, Джузеппе Россі, Марек Янкуловський, Асамоа Г'ян, Мохаммед Сіссоко, Кафу, Давид Феррер, Хуан Карлос Ферреро і інших. Також компанія є спонсором багатьох футбольних збірних і команд.